# Lullaby (singel The Cure)
Lullaby (z ang. kołysanka) – singel i dzięki charakterystycznemu wideoklipowi jeden z najbardziej rozpoznawalnych utworów grupy The Cure. Premiera miała miejsce w 1989 roku na stronie B singla Fascination Street promującego płytę Disintegration.

## Teledysk
Wyreżyserowany przez Tima Pope'a teledysk przedstawia człowieka (Roberta Smitha) leżącego w łóżku w piżamie; zostaje on otulony "pajęczyną", którą imitowała cienka tkanina; w ostatniej fazie teledysku zostaje on połknięty przez pająka, którym w rzeczywistości jest futro.
Teledysk do utworu został nakręcony w Londynie.

## Singel
Piosenka ukazała się na singlu; na stronie B umieszczono utwór "Fascination Street".  Następnie piosenkę wydano na 7- i 12-calowych krążkach oraz na specjalnych CD nakładem firm Elektra i Fiction.

## Spis singli i wersji utworu

### Oryginalny singel
1. "Lullaby" (4:10)
2. "Fascination Street" (4:20)

### 7"Fiction/FISC 29 (UK)
1. "Lullaby" (Remix) (4:08)
2. "Babble" (4"16)

### 7"Elektra / 7-69249 (US)
Ta wersja singla została również wydana w formacie audio.
1. "Lullaby" (Remix)
2. "Homesick" (Live)

### 12": Fiction/ficcd 29 (UK)
1. "Lullaby" (Extended Remix)
2. "Babble"
3. "Out of Mind"

### CD: Fiction/ficcd 29 (UK)
1. "Lullaby" (Remix)
2. "Babble"
3. "Out of Mind"
4. "Lullaby" (Extended Remix)

### CD: Elektra / 9 66664-2 (US)
1. "Lullaby" (Remix)
2. "Lullaby" (Extended Remix)
3. "Homesick" (Live Version)
4. "Untitled" (Live Version)

## Skład nagrywający
- Robert Smith – wokal, 6 strunowy bas, keyboard
- Simon Gallup – gitara basowa
- Porl Thompson – gitara
- Boris Williams – perkusja
- Roger O’Donnell – keyboard
- Lawrence Tolhurst – inne instrumenty
- Mark Saunders – remiksy